# Virtus Pallacanestro Bologna 2018-2019
Questa voce raccoglie le informazioni riguardanti la Virtus Pallacanestro Bologna nelle competizioni ufficiali della stagione 2018-2019.

## Stagione
La stagione 2018-2019 della Virtus Pallacanestro Bologna, sponsorizzata Segafredo, è l'80ª nel massimo campionato italiano di pallacanestro, la Serie A.
All'inizio della nuova stagione la Lega Basket decise di modificare il regolamento riguardo al numero di giocatori stranieri da schierare contemporaneamente in campo. Si decise così di optare per la scelta della formula con 6 giocatori stranieri senza vincoli.
Dopo la partenza di Klaudio Ndoja, inizio stagione viene scelto Brian Qvale come capitano della squadra, ma il 20 febbraio 2019 la società decide di passare la fascia a Pietro Aradori.
L'11 marzo la società esonera il tecnico Stefano Sacripanti e affida la squadra a Saša Đorđević.

## Roster
Aggiornato al 18 luglio 2018.
| Segafredo Virtus Bologna 2018-19 | Segafredo Virtus Bologna 2018-19 |
| Giocatori                        | Staff tecnico                    |
| -------------------------------- | -------------------------------- |

| N. | Naz.                   | Ruolo | Nome                   | Anno | Alt.   | Peso   |  |
| -- | ---------------------- | ----- | ---------------------- | ---- | ------ | ------ |  |
| 0  | Stati Uniti (bandiera) | PG    | Kevin Punter           | 1993 | 190 cm | 86 kg  |  |
| 1  | Stati Uniti (bandiera) | AP    | Kelvin Martin          | 1989 | 195 cm | 95 kg  |  |
| 2  | Angola (bandiera)      | C     | Yanick Moreira         | 1991 | 211 cm | 100 kg |  |
| 6  | Italia (bandiera)      | P     | Alessandro Pajola      | 1999 | 194 cm | 83 kg  |  |
| 7  | Stati Uniti (bandiera) | P     | Tony Taylor            | 1990 | 183 cm | 87 kg  |  |
| 8  | Italia (bandiera)      | AC    | Filippo Baldi Rossi    | 1991 | 207 cm | 97 kg  |  |
| 9  | Italia (bandiera)      | P     | Alessandro Cappelletti | 1995 | 186 cm | 82 kg  |  |
| 11 | Serbia (bandiera)      | C     | Dejan Kravić           | 1990 | 213 cm | 109 kg |  |
| 15 | Stati Uniti (bandiera) | P     | Mario Chalmers         | 1986 | 188 cm | 86 kg  |  |
| 21 | Italia (bandiera)      | GA    | Pietro Aradori (C)     | 1988 | 196 cm | 100 kg |  |
| 23 | Italia (bandiera)      | C     | Matteo Berti           | 1998 | 213 cm | 92 kg  |  |
| 24 | Francia (bandiera)     | AG    | Amath M'Baye           | 1989 | 206 cm | 107 kg |  |
| 25 | Italia (bandiera)      | PG    | David Cournooh         | 1990 | 187 cm | 83 kg  |  |
| 33 | Senegal (bandiera)     | C     | Gora Camara            | 2001 | 214 cm | 114 kg |  |
| 41 | Stati Uniti (bandiera) | C     | Brian Qvale (C)        | 1988 | 210 cm | 115 kg |  |
|    | Italia (bandiera)      | G     | Niccolò Venturoli      | 2000 | 196 cm | 72 kg  |  |

| Allenatore |
| - Stefano Sacripanti (fino all’11 marzo) - Aleksandar Đorđević (dall’11 marzo)                                                                                       |
| Assistente/i |
| - Christian Fedrigo - Giulio Griccioli (fino all’11 marzo) - Mattia Largo - Goran Bjedov (dall’11 marzo) Legenda - (C) Capitano - (IN) Inattivo - Infortunato Roster |

## Mercato

### Sessione estiva
| Acquisti | Acquisti               | Acquisti          | Acquisti      | Acquisti |
| R.       | Nome                   | da                | Modalità      |          |
| -------- | ---------------------- | ----------------- | ------------- | -------- |
| ALL      | Stefano Sacripanti     | Scandone Avellino | definitivo    |          |
| ALL      | Giulio Griccioli       | Free agent        | definitivo    |          |
| C        | Dejan Kravić           | Paniōnios         | definitivo    |          |
| PG       | David Cournooh         | Pall. Cantù       | definitivo    |          |
| C        | Brian Qvale            | Lokomotiv Kuban'  | definitivo    |          |
| P        | Lorenzo Penna          | A. Costa Imola    | fine prestito |          |
| AP       | Tommaso Oxilia         | U.C.C. Piacenza   | fine prestito |          |
| PG       | Kevin Punter           | AEK Atene         | definitivo    |          |
| P        | Tony Taylor            | Bandırma Banvit   | definitivo    |          |
| AG       | Amath M'Baye           | Olimpia Milano    | definitivo    |          |
| AP       | Kelvin Martin          | Vanoli Cremona    | definitivo    |          |
| P        | Alessandro Cappelletti | Mens Sana Siena   | definitivo    |          |

| Cessioni | Cessioni           | Cessioni            | Cessioni       | Cessioni |
| R.       | Nome               | a                   | Modalità       |          |
| -------- | ------------------ | ------------------- | -------------- | -------- |
| ALL      | Alessandro Ramagli | Pistoia Basket      | risoluzione    |          |
| ALL      | Daniele Cavicchi   | Free agent          | risoluzione    |          |
| P        | Lorenzo Penna      | Amici Pall. Udinese | fine contratto |          |
| AP       | Tommaso Oxilia     | Pall. Forlì 2.015   | fine contratto |          |
| A        | Danilo Petrović    | Pod. Montegranaro   | risoluzione    |          |
| G        | Mikk Jurkatamm     | Basket Ravenna      | prestito       |          |
| AG       | Klaudio Ndoja      | Derthona Basket     | fine contratto |          |
| PG       | Stefano Gentile    | Dinamo Sassari      | fine contratto |          |
| C        | Kenny Lawson       | Pall. Forlì 2.015   | fine contratto |          |
| C        | Marcus Slaughter   | Bahçeşehir Koleji   | fine contratto |          |
| G        | Roberto Chessari   | Orlandina           | prestito       |          |
| GA       | Alessandro Gentile | Free agent          | fine contratto |          |
| G        | Michael Umeh       | Free agent          | fine contratto |          |
| P        | Oliver Lafayette   | Free agent          | fine contratto |          |
| AG       | Jamil Wilson       | Auxilium Torino     | fine contratto |          |

### Dopo l'inizio della stagione
| Acquisti | Acquisti            | Acquisti       | Acquisti       | Acquisti   |
| R.       | Nome                | da             | Data           | Modalità   |
| -------- | ------------------- | -------------- | -------------- | ---------- |
| C        | Yanick Moreira      | PAOK Salonicco | 8 gennaio 2019 | definitivo |
| P        | Mario Chalmers      | Free agent     | 3 marzo 2019   | definitivo |
| ALL      | Aleksandar Đorđević | Free agent     | 11 marzo 2019  | definitivo |
| ALL      | Goran Bjedov        | Free agent     | 11 marzo 2019  | definitivo |

| Cessioni | Cessioni | Cessioni | Cessioni | Cessioni |
| R.       | Nome     | a        | Data     | Modalità |
| -------- | -------- | -------- | -------- | -------- |